# BCサヴァノリス
BCアリートゥス（リトアニア語: Krepšinio klubas Savanoris、英: BC Savanoris）は、かつてリトアニア・アリートゥスを本拠地として活動していたプロバスケットボールクラブである。地方バスケットボール・リーグ (RKL) に所属していた。

## 歴史
2011年にBCアリートゥスが経営破綻したことで、アリートゥスで新たなバスケットボール・クラブが求められ、BCサヴァノリスが設立された。しかし、法人としてBCアリートゥスとの継承関係はなかったため、3部リーグにあたる地方バスケットボール・リーグ (RKL) から再スタートすることとなった。
サヴァノリスは、2部リーグである全国バスケットボール・リーグ (NKL) への昇格を目指したが、成績はふるわなかった。
2012年にBCズーキヤがアリートゥスに設立されたことで、BCサヴァノリスの存在意義は薄れていた。そして2013年、BCサヴァノリスはドルスキニンカイに移転し、ドルスキニンカイ・ツィドゥスへと改組された。